# Donje Vlase
Donje Vlase (cyr. Доње Власе) – wieś w Serbii, w okręgu niszawskim, w mieście Nisz. W 2011 roku liczyła 254 mieszkańców.